# Неудачные попытки принять участие в «Евровидении»
Было несколько неудачных попыток принять участие в конкурсе песни Евровидение у различных стран. Для участия страны в конкурсе необходимо, чтобы её национальный телевещатель был членом Европейского вещательного союза (ЕВС) и зарегистрировал заявку в сроки, указанные в правилах конкурса этого года. Каждая телекомпания платит взнос на организацию конкурса. Если страна снимет себя с конкурса после утверждённого срока, ей всё равно придётся платить эти сборы, а также страна может подвергаться штрафу или временной санкции.

## Казахстан
Казахстан никогда не участвовал в конкурсе песни «Евровидение»
С 2016 года телеканал «Хабар» стал ассоциированным членом ЕВС, что даёт возможность участия страны в конкурсе. В декабре 2015 года на телеканале «Хабар» прокомментировали вступление в Европейский вещательный союз (ЕВС).
«Мы вступаем в партнёрские взаимоотношения со всеми членами ЕВС, однако это не даёт нам право участия в конкурсе Евровидение, а также принятия каких-либо ключевых решений. Так как ассоциированное членство подразумевает долгосрочное партнёрское сотрудничество, возможность приобретения лицензионных прав на трансляцию различных международных ТВ продуктов по более привлекательным ценам, нежели на рынке», — пояснили на телеканале.
В ассоциированные члены ЕВС имеют право вступить телекомпании, не входящие в Европейскую вещательную зону. В этот список входят страны: Австралия, Бангладеш, Бразилия, Гонконг, Канада, Китай, Корея, Куба, Индия, Иран, Мавритания, Малайзия, Новая Зеландия, Оман, Сирия, США, Чили, ЮАР, Япония. Согласно регламенту Европейского вещательного союза, только вещатели из стран, входящих в Европейскую вещательную зону, или стран, являющихся членами Совета Европы (как Азербайджан, Армения и Грузия) имеют право на полноправное членство в Союзе. При этом, только полноправные члены ЕВС имеют право на участие в конкурсе «Евровидение».
Исходя из всей информации, указанной выше, «Хабар» подтверждает, что в ближайшее время не рассматривает возможность участия Казахстана в «Евровидении».
Страна хоть и не участвовала ни разу в конкурсе, но она всё же его транслирует. Впервые трансляция проводилась в 2008 году, комментирование конкурса осуществляется с 2011 года, за исключением 2015 года.
Победительница конкурса песни «Тюрквидение-2014», Жанар Дугалова, сообщила, что она заинтересована представлять Казахстан на конкурсе.
22 декабря 2017 года стало известно, что Казахстан сможет дебютировать на конкурсе Евровидение в 2019 году. «Сегодня к нам пришел ответ из Португалии, согласно которому мы на большое Евровидение в мае 2018 года повезем уже взрослых исполнителей для того, чтобы принять участие сначала в отборочном туре, а уже в 2019-м — принять участие в большом Евровидении при поддержке Министерства культуры и спорта. Будет также проводиться кастинг для отбора», — сообщил гендиректор 31 канала Багдат Коджахметов во время встречи министра культуры и спорта РК с победительницей украинского шоу «Голос. Дети» Данэлией Тулешевой. Официального подтверждения от EBU не поступало. Таким образом, в 2019-м году страна вновь оказалась за рамками конкурса.
В 2018 году Казахстан дебютировал на «Детском Евровидении», первой представительницей была выбрана Данэлия Тулешова, которая заняла 6-е место в финале конкурса, а в 2019 и 2020 годах Казахстан занял второе место.
В 2020 году Европейские зрители написали петицию в Европейский вещательный союз (ЕВС) об участии Казахстана в «Евровидении» (ESC). Агентство «Хабар» c 1 января 2016 года является ассоциированным членом Европейского Вещательного Союза (EBU).
В 2022 году телеканал Хабар отказался от трансляции финала конкурса песни «Евровидение-2022» ввиду низких рейтингов формата шоу и неудобного для казахского зрителя времени трансляции. Об этом в заявлении говорится следующее:

В текущем году агентство приняло нелегкое решение об отмене трансляции гранд-финала конкурса (в ночь на 15 мая 2022 года). К такому решению мы пришли из-за весьма низких рейтингов данного формата шоу. Кроме того, у нашей страны нет права отправлять отечественных исполнителей на конкурс, а для трансляции столь масштабного мероприятия требуются лицензионные выплаты. Также немаловажную роль играет время онлайн-трансляции конкурса — не столь удобное для отечественного телезрителя

Однако в 2025 году появились разговоры о возможно дебюте на Евровидении 2026.

### Комментаторы и глашатаи
| Год  | Комментаторы финала и полуфиналов         | Глашатаи                     |
| ---- | ----------------------------------------- | ---------------------------- |
| 2008 | Евровидение не комментировалось           | Страна не допущена к участию |
| 2009 | Евровидение не комментировалось           | Страна не допущена к участию |
| 2010 | Евровидение не комментировалось           | Страна не допущена к участию |
| 2011 | Роман Райфельд и Калдыбек Жайсанбай       | Страна не допущена к участию |
| 2012 | Калдыбек Жайсанбай и Нурберген Махамбетов | Страна не допущена к участию |
| 2013 | Роман Райфельд и Калдыбек Жайсанбай       | Страна не допущена к участию |
| 2014 | Калдыбек Жайсанбай и Диана Снегина        | Страна не допущена к участию |
| 2015 | Евровидение не комментировалось           | Страна не допущена к участию |
| 2016 | Калдыбек Жайсанбай и Диана Снегина        | Страна не допущена к участию |
| 2017 | Калдыбек Жайсанбай и Диана Снегина        | Страна не допущена к участию |
| 2018 | Калдыбек Жайсанбай и Диана Снегина        | Страна не допущена к участию |
| 2019 | Калдыбек Жайсанбай и Махаббат Есен        | Страна не допущена к участию |
| 2021 | Калдыбек Жайсанбай и Махаббат Есен        | Страна не допущена к участию |
| 2022 | Евровидение не транслировалось            | Страна не допущена к участию |
| 2023 | Евровидение не транслировалось            | Страна не допущена к участию |
| 2024 | Евровидение не транслировалось            | Страна не допущена к участию |
| 2025 |                                           | Страна не допущена к участию |

## Катар
«Радио Катар» в настоящее время является ассоциированным членом Европейского вещательного союза, а все конкурирующие страны Евровидения являются активными членами Союза. Телекомпания впервые показала Евровидение 12 мая 2009 года, выразив своё желание стать членом ЕВС, которое позволило бы участвовать в конкурсе. «Радио Катар» заявил, что они надеялись на участие в конкурсе в 2011 году.
В 2009 году Катар направил делегацию на конкурс, чтобы транслировать еженедельное радио-шоу «12pointsqatar», посвящённое «Евровидению».
В соответствии с действующими правилами Катар не может присоединиться к ЕВС и участвовать в «Евровидении»

## Китай
Китай заинтересован в участии в «Евровидении» от китайского частного телеканала Hunan TV. Последний связывался с Европейским вещательным союзом и говорил о возможности участия Китая. ЕВС в свою очередь сказал: «Мы открыты и всегда рады новым элементам в каждом Евровидении». Ожидалось, что Китай примет участие в конкурсе, однако ЕВС в Твиттере заявило, что в 2016 году страна всё-таки не поедет на конкурс, не исключив такую возможность в будущем.
Китай транслировал Евровидение c 2013 года. В 2015 году страна транслировала 2 полуфинала «Евровидения-2015» и в прямом эфире в 3:00 по местному времени финал музыкального конкурса по телеканалу Hunan TV.
11 мая 2018 года Европейский вещательный союз (EBU) разорвал контракт с видеостриминговой платформой Mango TV, которая транслировала «Евровидение-2018» в Китае. Об этом сообщает BBC News. Причиной стало решение китайских вещателей закрашивать ЛГБТ-атрибутику, а также не показывать выступления участников-гомосексуалов, не скрывающих свою гомосексуальность.

### Комментаторы и глашатаи
| Год  | Комментаторы финалов и полуфиналов | Глашатаи                     |
| ---- | ---------------------------------- | ---------------------------- |
| 2013 | Евровидение не комментировалось    | Страна не допущена к участию |
| 2014 | Евровидение не комментировалось    | Страна не допущена к участию |
| 2015 | Куберт Лён, Хун Тао и У Чжоутун    | Страна не допущена к участию |
| 2016 | Куберт Лён и У Чжоутун             | Страна не допущена к участию |
| 2017 | Ли Вэй Шионг и Ли Ши Шионг         | Страна не допущена к участию |
| 2018 | Дуань Ишуань и Хей Нань            | Страна не допущена к участию |
| 2019 | Евровидение не транслировалось     | Страна не допущена к участию |
| 2021 | Евровидение не транслировалось     | Страна не допущена к участию |
| 2022 | Евровидение не транслировалось     | Страна не допущена к участию |
| 2023 | Евровидение не транслировалось     | Страна не допущена к участию |
| 2024 | Евровидение не транслировалось     | Страна не допущена к участию |

## Косово
Республика Косово никогда не участвовала в «Евровидении». Косовский национальный вещатель подал заявку на вступление в Европейский вещательный союз, но пока не был принят в качестве полноправного члена.
После провозглашения независимости Косова в 2008 году, вещатель RTK подал заявление на членство в EBU, изъявив желание дебютировать на Евровидении 2009 года. Косово является частично признанным государством и не является членом Организации Объединённых Наций; членство в ООН необходимо для получения полноправного членства в EBU. Существует уже заключённое соглашение о сотрудничестве между EBU и RTK. По состоянию на 2013 год, RTK имеет статус наблюдателя в EBU и уже участвовал в Евровидении для молодых танцоров.
Согласно газете «Коха Диторе», главной ежедневной газете в Косове, песню для Евровидения можно выбрать по итогам конкурса «Akordet e Kosovës», о котором до этого ничего не было известно. Антонио Гаш Элтон Кюри надеется, что RTK как можно скорее вступит в ЕВС.

#### 2015—2016
В 2015 году телеканал RTK заявил о возможном дебюте Республики Косово на Евровидении-2016, но в окончательном списке участников страна не значилась.
Заместитель министра иностранных дел Республики Косово Петрит Селими сообщил в 2015 году о том, что Косово будет участвовать в Евровидении в следующем году. Национальный вещатель RTK не опроверг, но и не подтвердил его слова. Ожидалось, что Косово примет участие в конкурсе, однако 3 июня 2015 года Европейский вещательный союз объявил о том, что страна не примет участия в конкурсе 2016 года.

#### 2017
Глава национального телеканала RTK заявил, что Республика Косово получила приглашение на конкурс 2017 года и может дебютировать на конкурсе. Однако позднее последовало опровержение факта получения какого-то приглашения.

#### 2018
Во время первого полуфинала конкурса «Евровидение-2017» косовский национальный вещатель «Радио и телевидение Косова» (RTK) вёл переговоры с референс-группой «Евровидения» о возможном участии в конкурсе 2018 года. Как сообщали представители референс-группы, если на конкурсе 2017 года победила бы страна, признавшая Косово как независимое государство, то страна могла бы принять участие в следующем конкурсе песни «Евровидение». Страна-победительница «Евровидения-2017», Португалия, признала независимость Косова в 2008 году, что может означать возможный дебют Косова на конкурсе 2018 года. Однако в сентябре 2017 от ЕВС поступил официальный отказ, прокомментированный отсутствием членства Косова в ООН, несмотря на положительное заключение контрольной группы и организаций, поддерживающих участие страны в конкурсе.

#### 2019
ЕВС отказал в членстве телевещателям Косово по причине отсутствия членства страны в Международном союзе электросвязи, отодвинув решение вопроса о полноправном членстве Косово в ЕВС на июнь 2019 года и тем самым исключив любую вероятность участия Косово в «Евровидении-2019».

#### 2020—2021
В июне 2019 года стало известно, что Косово не сможет принять участие и в «Евровидении-2020», также как и на «Евровидении-2021». На 82-й Генеральной Ассамблее Европейского вещательного союза члены ЕВС проголосовали за отмену членства РТК — национального вещателя страны.

#### 2025
6 июня 2024 года Шкумбин Ахметшекай, генеральный директор косовского телевещателя RTK, направил официальное письмо в ЕВС с просьбой о приглашении для участия в конкурсе. Позднее, 9 августа 2024 года, было объявлено, что ЕВС отклонил запрос на участие в конкурсе от генерального директора косовского телевещателя RTK, так как телевещателю необходимо быть членом ЕВС, чтобы принимать участие в конкурсе

### Краткая таблица
| Год  | Место проведения | Причина                                                                     |
| ---- | ---------------- | --------------------------------------------------------------------------- |
| 2015 | Вена             | Причина неизвестна; в окончательном списке страна не значилась              |
| 2016 | Стокгольм        | Причина неизвестна; в окончательном списке страна не значилась              |
| 2017 | Киев             | Опровержение факта получения какого-то приглашения                          |
| 2018 | Лиссабон         | Отказ ЕВС по причине отсутствия членства в ООН                              |
| 2019 | Тель-Авив        | Отказ ЕВС по причине отсутствия членства в Международном союзе электросвязи |
| 2020 | Роттердам        | Отмена членства национального вещателя в ЕВС                                |
| 2021 | Роттердам        | Отмена членства национального вещателя в ЕВС                                |

### Комментаторы и глашатаи
| Год  | Комментаторы финалов и полуфиналов | Глашатаи                     |
| ---- | ---------------------------------- | ---------------------------- |
| 2016 | Евровидение не комментировалось    | Страна не допущена к участию |
| 2017 | Алма Бекташи и Агрон Красничи      | Страна не допущена к участию |
| 2018 | Алма Бекташи и Агрон Красничи      | Страна не допущена к участию |
| 2019 | Алма Бекташи и Агрон Красничи      | Страна не допущена к участию |
| 2021 | Неизвестно                         | Страна не допущена к участию |
| 2022 | Неизвестно                         | Страна не допущена к участию |
| 2023 | Джета Читаку и Илбер Аслланай      | Страна не допущена к участию |
| 2024 | Агрон Красники и Игнасно Лира      | Страна не допущена к участию |

## Ливан
Ливан никогда не участвовал в «Евровидении». Его дебют должен был состояться на конкурсе 2005 года, проходившем в Киеве, первым представителем от страны должна была стать Алин Лахуд с песней «Quand tout s’enfuit». Но Европейский вещательный союз запретил стране исключить из трансляции выступление участника от Израиля, в результате чего Télé Liban снялся с конкурса. Ливан неоднократно пытался дебютировать на конкурсе в случае отказа Израиля, но этого не произошло.
| Год                                            | Место проведения | Исполнитель | Название песни        | Финал           | Баллы           | ПФ              | Баллы           |
| ---------------------------------------------- | ---------------- | ----------- | --------------------- | --------------- | --------------- | --------------- | --------------- |
| 2005                                           | Киев             | Алин Лахуд  | «Quand tout s’enfuit» | дисквалификация | дисквалификация | дисквалификация | дисквалификация |
| Не участвует с 2006 года из-за участия Израиля |                  |             |                       |                 |                 |                 |                 |

## Лихтенштейн
Лихтенштейн в конкурсе песни Евровидение не участвовал ни разу, хотя попытки предпринимались неоднократно. До 2008 года у лихтенштейнцев была возможность наблюдать конкурс по швейцарскому, австрийскому или немецкому телевидению. Страна не дебютировала в конкурсе Евровидение 2023.

### История
Первая попытка Лихтенштейна участвовать в соревновании была предпринята в 1969 году — для представительства страны на Евровидении, проведённом в Мадриде, была отобрана песня на французском языке. Этот факт и стал основным препятствием, так как, согласно действовавшим на тот момент правилам конкурса, песня Ветти «Un beau matin» не могла представлять немецкоговорящую страну — участник должен был выступать на одном из национальных языков своего государства. Второе ограничение касалось телевещания: на территории Лихтенштейна в 1969 году не было ни одного официально зарегистрированного оператора телевизионной связи. В 1976 году ещё один представитель Лихтенштейна был выбран для участия в конкурсе. Это была местная певица Бигги Бэхмен с песней «Мой маленький ковбой», но в стране по-прежнему не было ни одного национального телеканала, и участница снова не была допущена.
Однако, существуют сомнения насчёт попытки участия Лихтенштейна на Евровидении-1969. Несмотря на то, что на обложке песня помечена как «Официальная песня Лихтенштейна для Евровидения-1969», считается что это была шутка французской компании. Существует неподтверждённая версия, что это могла быть песня для швейцарского отбора.
Песня Бигги до сих пор разыскивается коллекционерами, однако не исключено, что она была записана, ведь у Бигги был контракт на запись песни.
В мае 2024 года газета «Liechtensteiner Vaterland» сообщила, что Радио Лихтенштейна подаёт заявку на членство в Европейском вещательном союзе, чтобы у страны была возможность принимать участие на «Евровидении».
| 1969                                 | Мадрид | Ветти        | «Un beau matin»    | «Прекрасное утро»      | Французский | дисквалификация | дисквалификация | дисквалификация | дисквалификация |
| Не подавала заявку в 1970—1975 годах |        |              |                    |                        |             |                 |                 |                 |                 |
| 1976                                 | Гаага  | Бигги Бэхмэн | «My little cowboy» | «Мой маленький ковбой» | Английский  | дисквалификация | дисквалификация | дисквалификация | дисквалификация |
| Не подавала заявку с 1977 года       |        |              |                    |                        |             |                 |                 |                 |                 |

### Первое вещание
15 августа 2008 года телеканал 1FLTV, получивший лицензию правительства Лихтенштейна, стал первым телеканалом, базируемым в стране. Это должно было позволить стране впервые принять участие в конкурсе песни Евровидение, при условии присоединения к Европейскому вещательному союзу (ЕВС). Однако вскоре после основания, вещатель объявил о своей незаинтересованности в присоединении к ЕВС и участии в Евровидении, назвав главной причиной отсутствие достаточного бюджета.

### 2010 год
В июле 2009 года вещатель официально объявил о своём намерении подать заявление о вступлении в ЕВС до конца июля, с намерением принять участие в конкурсе песни Евровидение 2010, который состоялся в городе Осло. Питер Колбель, управляющий директор 1FLTV, подтвердил заинтересованность телеканала, рассказав, что в ближайших планах разработка отборочного конкурса, аналогичного немецкому «Германия ищет суперзвезду». Однако вскоре было заявлено, что страна не примет участие в конкурсе 2010 года, но обязательно рассмотрит эту возможность в 2011 году.

### 2011 год
29 июля 2010 года 1FLTV подал заявку на вступление в ЕВС. Если бы заявка была принята, 1FLTV мог бы послать представителя Лихтенштейна на Евровидение 2011. Однако Лихтенштейн не был заявлен в списках участников Евровидения.

### 2013 год
В конце 2012 года Питер Колбель заявил, что Лихтенштейн не мог принять участие в конкурсе до 2013 года. С 2010 года канал пытался получить субсидии, и участие, скорее всего, состоялось бы, если бы в апреле 2012 правительство утвердило финансирование.

### 2014 год
10 сентября 2013 1FLTV сообщил и подтвердил Esctoday.com невозможность участия в Евровидении 2014 в Копенгагене. Телекомпания не имеет планов по вступлению в ЕВС в ближайшее время.

### 2015 год
Лихтенштейнский вещатель 1FLTV заявил, что страна не дебютирует на конкурсе в 2015 году. Причиной этому стало отсутствие финансирования от Европейского вещательного союза.

### 2016 год
После многих неудачных попыток дебютировать на конкурсе (в частности, в 2014—2015 гг.) национальный вещатель 1FLTV заявил, что готов отправить представителя своей страны в 2016 году. Однако 16 сентября 2015 было объявлено, что Лихтенштейн не дебютирует на конкурсе 2016 года.

### 2017—2022 год
С 2016 года страна не пыталась дебютировать на Евровидении.
2025 год
В мае 2024 года газета «Liechtensteiner Vaterland» сообщила, что Радио Лихтенштейна подаёт заявку на членство в ЕВС, чтобы у страны была возможность принимать участие на «Евровидении». Однако, в конце октября 2024 года жители Лихтенштейна проголосовали за приватизацию Радио Лихтенштейна, поэтому вещатель не сможет присоединиться к Европейскому вещательному союзу из-за больших расходов.

## Палестина
Палестина ни разу не участвовала в конкурсе песни, хотя надеялась на это, начиная с Евровидения 2010. В лице национальной телерадиокомпании PBC она выражала интерес к участию в конкурсе, однако пока не имеет на это право, так как, будучи только ассоциированным членом ЕВС, провела в 2007 году переговоры о полноценном членстве, получила предварительное одобрение в 2009 году, но находится в статусе ожидания членства, так как Палестина пока не удовлетворяет всем критериям участия в международных организациях.

## СССР
Телерадиовещательные организации СССР вошли в состав Международной организации радиовещания и телевидения (OIRT) 28 июня 1946 года.
В январе 1960 года в рамках OIRT для подготовки программ и осуществления обмена ими между странами-участницами была создана организация «Интервидение», сформированная из телевещателей стран Восточной Европы, СССР и его союзных республик. С 1961 года начинается регулярный обмен программами между сетями «Евровидения», находящимися под управлением Европейского вещательного союза, и сетями «Интервидения». Уже 14 апреля 1961 года по обеим сетям организована трансляция встречи в Москве летчика-космонавта Юрия Гагарина: была показана встреча Гагарина на аэродроме «Внуково» и снятый с вертолёта проезд космонавта в сопровождении почётного эскорта мотоциклистов по Внуковскому шоссе. В то же время телерадиовещательные организации СССР не имели членства в Европейском вещательном союзе, что исключало возможность участия в Конкурсе песни Евровидение.
20 марта 1965 года конкурс песни Евровидение, проходивший в итальянском городе Неаполь, впервые транслируется по сетям «Интервидения». Центральное телевидение СССР не организовало трансляцию конкурса для советских телезрителей, сосредоточив внимание на показе концерта и телепередач, посвящённых успешному выполнению программы первого выхода человека в космос экипажем советского космического корабля «Восход-2», осуществленному несколькими днями ранее.
С 1971 года установлено прямое взаимодействие между ЦТ СССР и сетью «Евровидение» на уровне спортивных редакций.
2 июля 1977 года в эфир Первой программы ЦТ СССР впервые выходит телепередача «Мелодии и ритмы зарубежной эстрады». Наполнение передачи составляют музыкальные выступления артистов, получаемые отечественным телевидением как по сети «Интервидения», так и по сети «Евровидения».
С 1977 по 1980 год советские артисты принимают участие в Конкурсе песни Интервидения, проводимом в польском городе Сопот.
12 мая 1978 года по Первой программе ЦТ СССР в передаче «Мелодии и ритмы зарубежной эстрады» демонстрировались концертные номера участников Конкурса песни Евровидение-78, прошедшего в Париже. Для показа были отобраны конкурсные номера участников из Португалии, Бельгии, Голландии, Монако, Турции и Люксембурга.
В 1980 году практика демонстрации выборочных выступлений участников конкурса на советском ТВ продолжилась — 16 мая в очередном выпуске передачи «Мелодии и ритмы зарубежной эстрады» были продемонстрированы отдельные конкурсные номера — Швейцарии, ФРГ, Ирландии.
В 1982 году, в выпуске от 15 мая та же передача демонстрировала в эфире отдельные выступления участников конкурса песни «Евровидение-82» — Люксембурга, Швейцарии, Кипра, Швеции, Австрии, Бельгии, Испании, Ирландии и песни-победителя из ФРГ.
С наступлением периода Перестройки в СССР национальное телевидение обращает более пристальный взгляд на конкурс: передачи, посвящённые конкурсу песни Евровидения, начинают выходить ежегодно.
Воскресным вечером 26 мая 1985 года в эфире Первой программы ЦТ СССР выходит передача «Концерт артистов зарубежной эстрады», полностью посвящённая конкурсу песни «Евровидение-85», в ходе которой переданы в эфир более половины номеров, исполненных на конкурсе.
Советское телевидение начинает использовать записи выступлений с конкурса при подготовке традиционных музыкальных передач для новогодней ночи, выходивших во временном слоте с 3 до 5 утра: в эфире передачи «Ритмы планеты» 1 января 1986 года вновь прозвучала песня «La det swinge» норвежского дуэта Bobbysocks!, выигравшая конкурс 1985 года. В 1986 конкурсном году формат освещения конкурса для советского телезрителя остался прежним — отчётная программа «На конкурсе эстрадных песен Евровидения» вышла в эфир 30 мая 1986 года.
О конкурсе песни «Евровидение-87» советскому телезрителю рассказали в очётной программе «Конкурс эстрадной песни Евровидения», закрывавшей вещание четверга, 4 июня 1987 года, на Первой программе ЦТ СССР.
Конкурс песни «Евровидение-88», прошедший в ирландском Дублине, не транслируется в прямом эфире, однако впервые советский телезритель в передаче «В субботу вечером», вышедшей в эфир 28 мая 1988 года на Первой программе ЦТ СССР, увидел все конкурсные выступления в полном объёме. Процедура голосования не демонстрировалась из соображений экономии эфирного времени («из-за его длительности»).

Конкурс песни «Евровидение-89», прошедший в швейцарской Лозанне, впервые транслируется советским телевидением 6 мая 1989 года в полном объёме и прямом эфире для европейской части СССР. Прямая трансляция организована через Первую программу ЦТ СССР. Для территории СССР восточнее Урала запись трансляции конкурса передается в эфир в ночь с воскресенья 7 мая 1989 года на понедельник также через Первую программу ЦТ СССР. Фактически с 1989 года дается старт полноценной трансляции конкурса на отечественном телеэкране.
Газета «Известия» пишет о конкурсе песни «Евровидение-89»:
«В субботу, 6 мая, в 23:00 впервые по советскому телевидению состоится прямая трансляция Международного конкурса исполнителей эстрадных песен на приз Евровидения. Рассказывает исполняющий обязанности заведующего отделом развлекательных передач Главной редакции музыкальных программ Григорий Шестаков.
- Впервые конкурс Евровидения был проведен в 1955 году. Нынешнее состязание певцов на большой телевизионной сцене тридцать четвертое по счету, пройдет в швейцарском городе Лозанне. Советские телезрители за последние годы уже несколько раз имели возможность смотреть фрагменты этого популярного телешоу в записи, сейчас же конкурс будет транслироваться полностью, на протяжении трёх часов.
Для многих групп и певцов удачное выступление на конкурсе Евровидения сыграло решающую роль на пути к всемирной известности. Открытиями фестиваля стали шведский квартет „АББА“ в 1974 году, дуэт „Баккара“ в 1969 году, группа „Боби сокс“ в 1985 году. Сейчас в Лозанну съехались певцы и музыканты из двадцати двух стран. Италию будет представлять дуэт Ана Окса и Фаусто Леали, победители последнего фестиваля в Сан-Ремо. Испания — певица Нина, Финляндия — Аннели Сааристо, ФРГ — Нино Де Анжело…
К сожалению, согласно установленным правилам, советские исполнители не могут принять участие в этом международном конкурсе, такое право предоставляется артистам только тех стран, которые входят в систему Евровидения. Так что пока мы остаемся лишь сторонними наблюдателями…»
5 мая 1990 года Первая программа ЦТ СССР организует прямую трансляцию конкурса «Евровидение-90» из югославского Загреба. Единственный в истории конкурс Евровидения, проведённый в социалистической стране, фиксируется в программе советского телевидения как «Конкурс эстрадной песни стран-участниц международной организации „Евровидение“». Для территории СССР восточнее Урала запись конкурса передается в эфир воскресным вечером 6 мая 1990 года по окончании информационной программы «Время» также через Первую программу ЦТ СССР.
4 мая 1991 года Первая программа ЦТ СССР организует прямую трансляцию конкурса «Евровидение-91» из итальянского Рима. Конкурс показан в полном объёме, за исключением интервал-акта, во время которого в эфир вышла информационная передача «ТСН». Для территории СССР восточнее Урала запись конкурса передается в эфир воскресным вечером 5 мая 1991 года по окончании информационной программы «Время» также через Первую программу ЦТ СССР.
Таким образом, не входивший в ЕВС Советский Союз никогда не участвовал в конкурсе песни Евровидение, но предпринял несколько попыток в конце 1980-x.
В ранний постсоветский период, предшествовавший вступлению телевизионных организаций бывших союзных республик СССР в Европейский вещательный союз, российское телевидение продолжило вести трансляции конкурса, производившиеся с некоторой задержкой. 9 мая 1992 года телеканал «РТР» организует трансляцию конкурса «Евровидение-92» из шведского Мальмё с отставанием в 55 минут относительно начала конкурса.
Осенью 1992 года ВГТРК, как национальный вещатель России, подала заявку на включение в состав Европейского вещательного союза. Вопрос включения в состав ЕВС 1 канала «Останкино», на тот момент времени осуществлявшего в соответствии с Указом Президента РФ от 27.12.1991 года № 331 функции освещения политической, экономической и культурной жизни в государствах — членах СНГ и ориентированного на функционирование в качестве межгосударственной вещательной корпорации, оказался затруднён.
Отборочный раунд «Kvalifikacija za Millstreet», организованный ЕВС и словенским вещателем 3 апреля 1993 года (20:30-22:00 ETC) для восточноевропейских стран-новых членов ЕВС, изъявивших желание принять участие в конкурсе песни «Евровидение-93», российское телевидение не транслировало.
15 мая 1993 года непосредственно прямая трансляция конкурса «Евровидение-93», проходившего в полуторатысячном ирландском поселке Милстрит, не была заявлена, информацию о конкурсе российский телезритель получил в музыкальной передаче «Программа „А“ на конкурсе песни „Евровидение-93“», начавшуюся в 23:30 московского времени на телеканале «РТР».
В 2009 году на проходившем в Москве Евровидении бывший сотрудник Министерства просвещения РСФСР Эдуард Фомин рассказал об идее участия СССР в конкурсе, выдвинутой Георгием Веселовым, министром просвещения СССР, ещё в 1987 году в рамках политических реформ, с которыми выступал президент Советского Союза Михаил Горбачёв в конце 1980-х годов. Веселов полагал, что победа в конкурсе повлияет на отношения между Советским Союзом и капиталистическими странами Запада. В качестве первого участника от СССР был предложен Валерий Леонтьев, однако идеи Веселова не были поддержаны ни КПСС, ни самим Горбачёвым, считавшим это слишком радикальным шагом.

После распада СССР десять бывших республик ( Россия,  Украина,  Беларусь,  Молдова,  Эстония,  Литва,  Латвия,  Армения,  Грузия и  Азербайджан) приняли участие в конкурсе самостоятельно. 5 стран смогли победить на конкурсе и провести Евровидение у себя ( Эстония,  Латвия,  Украина,  Россия,  Азербайджан).  Украина — единственная страна бывшего Советского Союза, которой удалось победить трижды. На детском конкурсе также участвует  Казахстан. Некоторые годы Евровидение также транслировалось в Кыргызстане. Однако находясь за пределами Европы, он как и  Узбекистан,  Таджикистан и  Туркменистан не имеет право участвовать.
Рейтинг стран-участниц из бывшего СССР
Ниже указан рейтинг стран-участниц из бывшего Советского Союза на конкурсе песни «Евровидение» с 1994 по 2018 год. Страны, участвующие в отборочных турах 1993 («Квалификация за Милстрит») и 1996 годов, но не прошедшие в финалы конкурса, не учтены.
Список отсортирован по количеству занятых мест (I, II, III, IV, V), затем, если у стран одинаковые результаты, — по количеству участий, далее — по алфавиту. Жирным выделены наибольшие показатели в каждом столбце, соответствующему своей категории.
| № | Страна      | I | II | III | IV | V | Топ-5 | Всего участий |
| - | ----------- | - | -- | --- | -- | - | ----- | ------------- |
| 1 | Украина     | 3 | 2  | 2   | 1  | 1 | 9     | 21            |
| 2 | Россия      | 1 | 4  | 4   | 0  | 1 | 10    | 23            |
| 3 | Азербайджан | 1 | 1  | 1   | 1  | 1 | 5     | 17            |
| 4 | Эстония     | 1 | 0  | 2   | 1  | 1 | 5     | 30            |
| 5 | Латвия      | 1 | 0  | 1   | 0  | 1 | 3     | 25            |
| 6 | Молдова     | 0 | 0  | 1   | 0  | 0 | 1     | 20            |
| 7 | Армения     | 0 | 0  | 0   | 2  | 0 | 2     | 17            |

Ниже указаны страны, которые не занимали места выше шестого, то есть не входили в топ-5. Список отсортирован по наивысшему занятому месту, затем, если у стран одинаковые результаты, — по количеству участий.
| №  | Страна   | Лучший результат | Всего участий |
| -- | -------- | ---------------- | ------------- |
| 8  | Беларусь | 6                | 16            |
| 9  | Литва    | 6                | 24            |
| 10 | Грузия   | 9                | 16            |

## США
Поскольку American Broadcasting Company является ассоциированным членом Европейского вещательного союза, то США формально имеют право принять участие в Евровидении. Разговоры о приглашении США на конкурс активизировались после выступления Джастина Тимберлейка в интервал-акте финала Евровидения-2016. Однако для участия необходимо наличие транслирующего Евровидение телеканала в Европейском вещательном союзе, а телеканал Logo TV, транслировавший финалы конкурса песни эксклюзивно для США с 2016 по 2018 год, там не состоит. В 2019 году Logo TV отказался от трансляции конкурса песни «Евровидение-2019».

## Тунис
Тунис ни разу не участвовал в конкурсе песни Евровидение, хотя единожды предпринимал попытку.
Тунисская телерадиокомпания ERTT изначально была одной из основательниц Европейского Вещательного союза в 1950, хотя и не находилась географически на территории Европы. Тунис поначалу не был заинтересован в участии на Евровидении. Единственная попытка участия была предпринята лишь в 1977, перед предстоящим в то время конкурсом. Однако узнав, что на Евровидении участвует Израиль, страна тут же сняла свою заявку. Тунис стал первой из трёх стран (вместе с Марокко и Ливаном), которые когда-либо снимали свою заявку с этого конкурса из-за участия Израиля, имеющего политические конфликты со многими арабскими странами. В 2007 правительство страны озвучило просьбу об отказе телекомпании отправлять делегацию на Евровидение.
В 2010 ERTT заявила, что вполне сможет дебютировать на конкурсе в необозримом будущем.

## Фарерские острова
Фарерский еженедельник «Портал» сообщил, что местная телекомпания Kringvarp Føroya (SVF) исследовала возможность участия в Евровидении в 2010 году, планируя полноценно вступить в ЕВС, но предложение было отклонено, поскольку Фарерские острова являются частью Дании. Министр образования Фарерских островов Бйорн Калсё поддержал идею участия,
сказав: «Чтобы участвовать в конкурсе, нужно чтобы ООН признала нашу страну независимой. Но мы могли бы преодолеть это препятствие, потому что мы абсолютно решительны в своём стремлении. Всё полностью зависит от SVF: показать ЕВС, что она может быть полноправным членом наравне с другими странами-участниками».

## Чехословакия
Страна никогда не участвовала в Евровидении, но транслировала конкурс в течение 1960-х и 1970-х годов. В связи с переменами в стране (становление социалистической державой), Чехословакия по идеологическим причинам не могла участвовать в конкурсе. После распада Чехия и Словакия участвовали в конкурсе как самостоятельные участники.

## Части Великобритании
Как объединённое государство, Великобритания регулярно участвует в конкурсе с 1957 года, но составляющие его исторические страны предпринимали попытки независимого участия. Тем не менее, на сегодняшний день, предлагаемые изменения не произошли, и Соединённое Королевство по-прежнему участвует в Евровидении как один участник.

### Уэльс
Валлийская телекомпания S4C рассмотрела возможность участия Уэльса в детском Евровидении 2008 и даже провела конкурс по отбору участника «Cân i Gymru». Были рассмотрены потенциальные участники, но в итоге было принято решение не участвовать в конкурсе. В 2009 Джиллиан Эванс, представитель Европейского парламента из Уэльса, выразила пожелание продвигать Уэльс уже на Евровидение 2010 в Норвегии. Этим могли заниматься каналы BBC Cymru Wales, ITV Wales & West или S4C, но тогда и позже пока этого не произошло.
9 мая 2018 года было объявлено, что Уэльс, отдельно от Великобритании, будет участвовать в детском Евровидении 2018 года, в котором позже заняла последнее 20-е место.

### Шотландия
Шотландия несколько раз выражала заинтересованность в независимом участии на Евровидении. Шотландская национальная партия проводила кампанию в течение нескольких лет для участия в Шотландии на Евровидении в качестве независимого участника, но её просьбы были отклонены много раз, потому что Шотландия представлена Соединённым Королевством и телекомпанией BBC.
11 февраля 2008 шотландский вещатель заявил, что подаст запрос на присоединение к Европейскому вещательному союзу, но в соответствии с действовавшими нормами, Шотландия не смогла стать независимым участником Евровидения, поскольку BBC имела эксклюзивные права представлять Великобританию на всех конкурсах Евровидение. В мае 2008 года было объявлено, что Шотландия не будет участвовать в качестве независимого участника.
В 2011 Европейский вещательный союз заявил, что нет ничего, что мешает Шотландии вступить в ЕВС и представить песню для конкурса, но телекомпания STV объявила, что она пока не намерена участвовать в ЕВС и Евровидении.
Также в 2011 году Шотландская национальная партия (SNP) завоевала абсолютное большинство в Шотландии и дала понять, что она намерена провести референдум о независимости осенью 2014 года. В случае объявления независимости Шотландии в 2014 году она безусловно смогла бы участвовать в ЕВС и Евровидении 2015 года, но 18 сентября 2014 года, были оглашены результаты голосования на референдуме о независимости Шотландии, где большинство жителей проголосовало против отделения страны от Соединённого Королевства.

## Незаинтересованные в участии страны
Ввиду членства в ЕВС некоторые страны Ближнего Востока, Северной Африки и Ватикан могут принять участие в конкурсе, но не заинтересованы в этом, как и единожды участвовавшее Марокко.
- Алжир может участвовать, но не заинтересован в нём.
- Бахрейн может участвовать, но не заинтересован в нём.
- Ватикан может участвовать, но не заинтересован в нём.
- Египет транслировал конкурс несколько раз на ТВ, но пока не выражал заинтересованность в участии.
- Иордания может участвовать, но не заинтересована в нём.
- Ирак может участвовать, но не заинтересован в нём.
- Йемен может участвовать, но не заинтересован в нём.
- Кувейт может участвовать, но не заинтересован в нём.
- Ливия может участвовать, но не заинтересована в нём.
- ОАЭ могут участвовать, но не заинтересованы в нём.
- Оман может участвовать, но не заинтересован в нём.
- Саудовская Аравия может участвовать, но не заинтересована в нём.
- Сирия может участвовать, но не заинтересована в нём.
- Судан может участвовать, но не заинтересован в нём.